# Абрахам, Джеральд
Джеральд Эрнест Хил А́брахам (англ. Gerald Ernest Heal Abraham; 9 марта 1904 — 18 марта 1988) — английский музыковед-историк.
Работал редактором в музыкальных изданиях, преподавал музыковедение в Ливерпульском (1947—1962) и Калифорнийском (1968—1969) университетах.
В молодые годы писал не только о музыке, но и о литературе и философии, выпустил книги о Ницше (1933), Льве Толстом (1935), Достоевском (1936). Особый интерес испытывал к русской музыке, пронеся его через всю жизнь: «Работы о русской музыке» (англ. Studies in Russian Music; 1935), «Мастера русской музыки» (англ. Masters of Russian Music; 1936, в соавторстве с Мишелем Кальвокоресси), «О русской музыке» (англ. On Russian Music; 1939), «Восемь советских композиторов» (англ. Eight Soviet Composers; 1943), монографии о Чайковском (1944) и Римском-Корсакове (1945), «Очерки русской и восточноевропейской музыки» (англ. Essays on Russian and East European Music; 1984). Среди других трудов Абрахама — книги о Шопене (англ. Chopin's Musical Style; 1939) и о квартетах Бетховена (англ. Beethoven's Second-Period Quartets; 1942), а также многолетняя работа над Новым Оксфордским словарём по истории музыки (англ. New Oxford History of Music): Абрахам возглавлял его редколлегию и написал четыре тома: о музыке Возрождения (1960), музыке Просвещения (1968), эпохе Бетховена (1982) и о концертной музыке 1630—1750 гг. (1985).
Джеральд Абрахам был президентом Международного общества музыкального образования (1958—1961), британской Королевской музыкальной ассоциации (1970—1974), занимал ряд других общественных и почётных должностей.
В целях популяризации музыки в 1948-1950 годах организовал на Би-Би-Си обширную серию радиоконцертов History in Sound of European Music, для чего привлёк многих видных музыкантов, стимулировал в т.ч. новые записи редко исполняемой старинной музыки. Некоторые радиопередачи Абрахам сопровождал собственными научно-популярными комментариями.